# Karosa B 952
A Karosa B 952 a Karosa Állami vállalat által 2002-től 2006-ig gyártott cseh városi autóbusz, a Karosa B 951 városi autóbusz utódja. 2003-tól gyártott modelljeit a B 952E jelzéssel látták el. Utódja a Karosa B 961 városi csuklós autóbusz.

## Műszaki adatok
A Karosa B 952 a Karosa 900-as sorozat modellje. A testet a vázhoz csatlakoztatták, amely egy merülő szakaszon van, a lemezeket galvanizálták és festették. A karosszéria félig önhordó vázzal és motorral, kézi sebességváltóval a hátsó részen. Csak a hátsó tengely van meghajtva. Az első és hátsó tengelyek szilárdak. Minden tengely légrugós felfüggesztésre van felszerelve. A jobb oldalon három ajtó van (az első keskenyebb, mint a középső ajtók). Belül a műanyag Vogelsitze illetve Ster ülések lettek elhelyezve. A vezetőfülkét elkülönítették a jármű többi részétől üveges válaszfallal. A középső részben van egy babakocsik illetve kerekesszékesek számára kialakított helyiség.

## Források

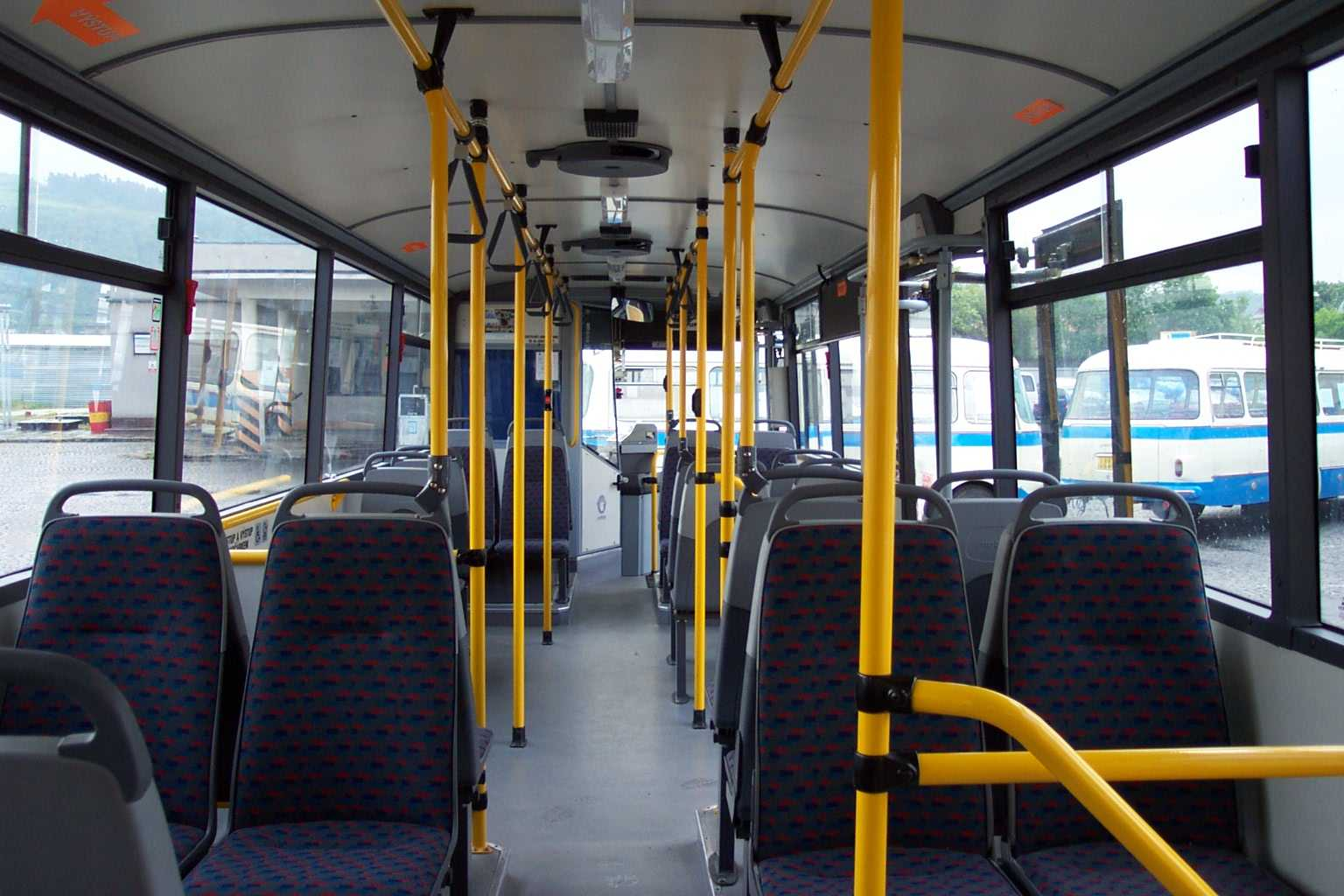
A Karosa B 952E utastere